# Billy Barnes (Fußballspieler)
William Edwin Barnes (* 20. Mai 1879 in London; † 26. Januar 1962 in Letchworth) war ein englischer Fußballspieler und -trainer.
Nach seiner aktiven Karriere, während der er als Stürmer u. a. für Sheffield United, West Ham United und die Queens Park Rangers spielte und 1902 den FA Cup gewann, war Barnes in Spanien als Trainer von Athletic Bilbao erfolgreich.

## Karriere

### Als Spieler
Barnes wurde im Mai 1879 in London geboren. Sein Vater war ein Dockarbeiter, seine Mutter betrieb eine Kaffeestube. Sein Bruder, Alfred Barnes, war ein Politiker der Labour Party und unter Premierminister Clement Attlee von 1945 bis 1951 als britischer Verkehrsminister tätig.
Barnes’ Fußballkarriere begann bei Thames Ironworks, dem Vorgängerverein von West Ham United. 1896 erzielte er im Alter von 17 Jahren das Siegtor im Finale des West Ham Charity Cup. 1899 wechselte er zu Sheffield United. Dort zählten Spieler wie Willie Foulke und Alf Common zu seinen Teamkollegen. Im Jahr 1902 zog er mit dem Verein ins Finale des FA Cup ein und gewann dieses gegen den FC Southampton. Dabei schoss er im Wiederholungsspiel – die erste Begegnung war 1:1 ausgegangen – den entscheidenden 2:1-Siegtreffer. Anschließend spielte Barnes zwei Jahre für West Ham United und drei Jahre an der Seite von Robert Hawkes für Luton Town in der Southern Football League. 1907 wurde er von den Queens Park Rangers verpflichtet. Bei den Rangers gewann er mit Mannschaftskameraden wie Fred Pentland 1908 und 1912 die Southern Football League und nahm daraufhin an den Finalspielen um den FA Charity Shield teil, welche jedoch gegen Manchester United bzw. die Blackburn Rovers verloren gingen. 1913 verließ er den Verein nach 234 Pflichtspielen und spielte fortan für Southend United.

### Als Trainer
Im Jahr 1914 ging Barnes nach Spanien und wurde Trainer von Athletic Bilbao. Vereinstrainer waren zum damaligen Zeitpunkt in Spanien noch eine Seltenheit. Auch in Bilbao wurde das Training bis 1910 vom Spielführer der Mannschaft geleitet. 1911 hatte man mit einem Engländer namens Shepherd erstmals einen Übungsleiter verpflichtet, der sein Amt jedoch nur knapp einen Monat lang ausübte. Auf der Klubseite von Athletic Bilbao wurde Barnes daher als erster echter Trainer des Vereins bezeichnet. Barnes führte bei den Basken in der Folge eine schottische Spielweise mit langen Bällen und häufigen Flügelwechseln ein. Mit Spielern wie Pichichi gewann er daraufhin 1915 und 1916 die Copa del Rey sowie die baskische Regionalmeisterschaft. 1916 musste Barnes den Verein abrupt verlassen: Er wurde von der britischen Armee eingezogen, um im Ersten Weltkrieg zu dienen. Athletic verzichtete daraufhin auf die Anstellung eines neuen Trainers. Nach dem Krieg kehrte Barnes nach Bilbao zurück und übernahm im Jahr 1920 das vakante Traineramt. Am Ende der Spielzeit gewann er mit Athletic erneut die Copa del Rey sowie die baskische Regionalmeisterschaft. Nach der Erfüllung seines Einjahresvertrages verließ er den Verein. Während seiner insgesamt dreijährigen Tätigkeit in Bilbao hatte er alle Titel gewonnen, die es zu gewinnen gab.

## Titel und Erfolge
Als Spieler:
- FA Cup: 1902
- Southern Football League: 1908, 1912
- FA Charity Shield-Finalist: 1908, 1912

Als Trainer:
- Copa del Rey: 1915, 1916, 1921
- Campeonato de Vizcaya: 1915, 1916, 1921